# Tingsnotarie
Tingsnotarie är en jurist i Sverige med juristexamen som får anställning som notarie via Domstolsverket vid en tingsrätt. Den som fullgjort tjänstgöring som tingsnotarie är tingsmeriterad alternativt uppges ha suttit ting. Tjänstgöringen är normalt två år heltid. Med tidigare juridisk erfarenhet kan tjänstgöringen vara ett och ett halvt år.
Notariemeritering är ett krav för att kunna bli åklagare eller kronofogde. Det är även en relativt vanlig bakgrund bland advokater, domare samt polischefer.

## Bakgrund
Anställningen baseras på betyg från juristprogrammet och övriga sidomeriter i form av kvalificerat juridiskt arbete. Som kvalificerat juridiskt arbete räknas exempelvis biträdande jurist på en advokatbyrå eller jurist inom offentlig förvaltning. 
Ansökan till notarieanställning skickas till Domstolsverket som anställer tingsnotarier ett par gånger per år. 
Notariekansliet räknar ut poäng från såväl betyg som vissa sidomeriter. En juristexamen motsvaras av 270 högskolepoäng (HP), varav 30 HP av de kurser den sökande fått lägst betyg i dras bort. Då återstår 240 HP som beräkningsgrund. Dessa multipliceras med det betyg den sökande fått i respektive kurs enligt en viss skala. Den sökande kan få mellan 240 pch 480 meritpoäng för juristexamen samt mellan 0 och 55 meritpoäng för juridisk arbetslivserfarenhet. Maximalt kan den sökande alltså få 535 meritpoäng, då med högsta betyg på samtliga meritgrundande kurser och två års juridisk arbetslivserfarenhet.

Som tingsnotarie läggs en stor del av tiden åt arbete i förhandlingssalen. Tingsnotarien hjälper till med att förbereda och föredra mål, skriva förslag till domar och beslut, utföra rättsutredningar, handlägga ärenden samt utarbeta tryck inför större mål. Efter omkring sex månader får notarien ett förordnande och kan därmed handlägga otvistiga ärenden och vissa mål, såsom gemensamma ansökningar om skilsmässa, vissa god mans- och adoptionsärenden och fatta beslut i konkurser. Efter omkring ett år får notarien sitta som rättens ordförande och leda förhandlingar i mål av "enklare beskaffenhet", exempelvis mål om ringa stöld (tidigare benämt snatteri) och ringa narkotikabrott. Notarien får då avgöra brottmål med maximalt 6 månaders fängelse i straffskalan, men där det endast är aktuellt att döma till böter, samt tvistemål om lägre belopp.
Härvid ska tilläggas att en jurist kan bli notariemeriterad genom såväl allmänn tingsrätt som allmän förvaltningsrätt. Notariemeritering är ett krav för att kunna bli åklagare eller kronofogde. Det är även en relativt vanlig bakgrund bland advokater men det är inget krav för att som jurist kunna bli advokat. Det är heller inte något krav att vara notariemeriterad för att bli domare, men normalt sett är en domare notariemerited. Att bli notariesmeriterad betraktas generellt sett som mycket attraktivt då det inte bara öppnar vägen för juristyrken som formellt kräver notariejänstgöring utan även är meriterande för anställning på advokatbyråer och andra kvalificerade juridiska arbeten på större företag, myndigheter och departement. Notariemeriteringen kan delvis avräknas från den tid som man behöver ha arbetat som jurist innan man kan få titeln advokat och bli ledamot av advokatsamfundet.

## Förstenotarie
Förstenotarie är den tingsnotarie som har längst tjänstgöringstid inom en administrativ enhet på en domstol (tingsrätt). Det finns även tingsrätter som väljer förstenotarie utifrån lämplighet. Förstenotariens arbetsuppgifter är de samma som övriga tingsnotariers. Därutöver tillkommer administrativa uppgifter som varierar beroende på domstol. Dessa administrativa uppgifter består vanligtvis av schemaläggning av övriga tingsnotarier samt av att representera notariekollektivet i olika interna och externa sammanhang. Då funktionen som förstenotarie är baserad på senioritet tillkommer den vanligtvis alla tingsnotarier vid något tillfälle under deras 1,5-2 år långa tjänstgöringstid.